# Anaxipha dapsiles
Anaxipha dapsiles är en insektsart som beskrevs av Otte, D. 2006. Anaxipha dapsiles ingår i släktet Anaxipha och familjen syrsor. Inga underarter finns listade i Catalogue of Life.